# Порчано (Фрозиноне)
Порчано је насеље у Италији у округу Фрозиноне, региону Лацио.
Према процени из 2011. у насељу је живело 231 становника. Насеље се налази на надморској висини од 767 м.